# Laura Fortino
Laura Michele Fortino (* 30. Januar 1991 in Hamilton, Ontario) ist eine kanadisch-italienische Eishockeyspielerin, die seit 2023 für die EV Bozen Eagles in der Italian Hockey League Women (IHLW) und European Women’s Hockey League (EWHL) auf der Position der Verteidigerin spielt. Fortino war zwischen 2011 und 2019 Mitglied der kanadischen Frauennationalmannschaft und sowohl Weltmeisterin als auch Olympiasiegerin.

## Karriere
Fortino begann schon im Alter von drei Jahren mit dem Eislaufen und kam durch ihre beiden älteren Brüder zum Eishocksport. 2004 nahm sie mit der Jungenmannschaft der Hamilton Reps (Bantam AA Boys) an den Regionalmeisterschaften Ontarios teil und belegte dort den zweiten Platz. Ab 2006 spielte sie bei den Stoney Creek Sabres aus der Provincial Women’s Hockey League, der höchsten Fraueneishockey-Spielklasse der Provinz Ontario, und belegte mit den Sabres 2007 den dritten Platz. Bei den nationalen U18-Meisterschaften der Frauen 2007 in Kitchener gewann sie mit dem Team Ontario Red die Goldmedaille. Im folgenden Jahr gewann Fortino mit den Stoney Creek Sabres die OWHA-Provinzmeisterschaft und die PWHL-Meisterschaft. Anschließend erreichte sie mit Ontario Red den ersten Platz bei den nationalen U18-Meisterschaften 2008 in Napanee.

### Erfolge an der Cornell University
2009 nahm sie ein Studium der Ernährungswissenschaften an der US-amerikanischen Cornell University auf, das sie 2013 abschloss. Parallel dazu spielte sie für die Cornell Big Red, das Eishockeyteam der Universität, in der der ECAC Hockey. Während ihrer ersten Saison 2009/10 war sie die beste Torschützin aller Verteidigerinnen der NCAA und erreichte mit ihrer Mannschaft das Finalspiel des NCAA Frozen Four, welches nach dreifacher Verlängerung verloren ging. Anschließend erhielt sie zahlreiche persönliche Auszeichnungen, unter anderem wurde sie als erste Studentin der Big Red überhaupt in das All-American All-Star-Team berufen und gehörte zu den zehn Finalisten für den Patty Kazmaier Award.
Auch 2011 und 2012 erreichte sie mit Cornell das Frozen-Four der NCAA und erhielt zahlreiche weitere Auszeichnungen. In der Saison 2013/14 nahm sie mit der kanadischen Nationalmannschaft an der zentralisierten Olympiavorbereitung teil, dazu gehörten Spiele in der Alberta Midget Hockey League.

### Semiprofessionelles Eishockey in der CWHL

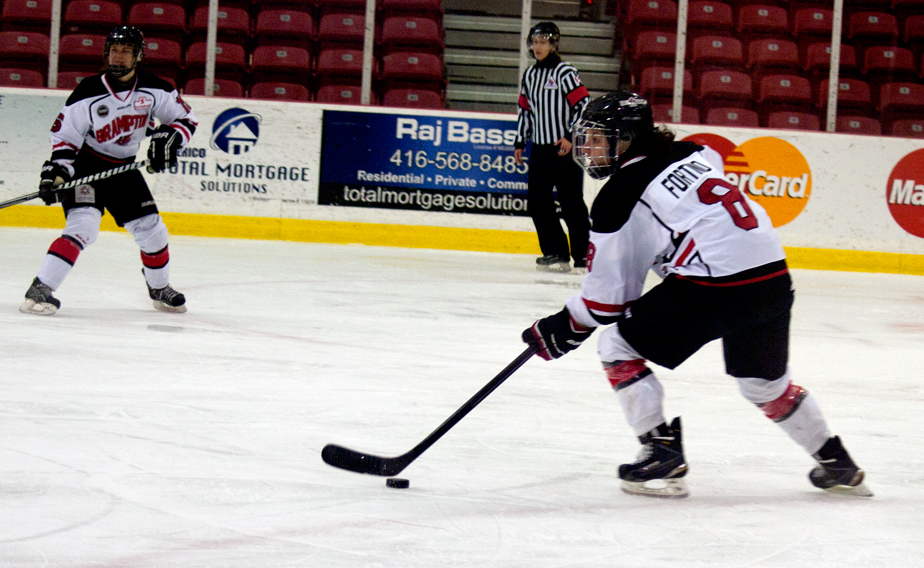
Laura Fortino Im Trikot der Brampton Thunder (2015)

Fortino wurde im CWHL Draft 2014 von den Brampton Thunder an erster Stelle ausgewählt und nahm am ersten CWHL All-Star-Game 2015 teil. Am Ende der Saison 2015/16 wurde sie als Verteidigerin des Jahres der CWHL ausgezeichnet.
Mit den Markham Thunder gewann sie am Ende der Saison 2017/18 die Meisterschaftstrophäe der Canadian Women’s Hockey League in Form des Clarkson Cups. 2019 löste sich die CWHL auf und Fortino trat der Professional Women’s Hockey Players Association (PWHPA) bei, für deren Tornto-Charter sie bei Promotionsspielen (unter anderem der Dream Gap Tour) aktiv war. Seit 2022 arbeitet sie parallel als Director of Player Development und Assistenztrainerin für die Hamilton Bulldogs aus der Ontario Hockey League und war damit die erste weibliche Trainerin der Liga.
Im Sommer 2023 registrierte sie sich nicht wie viele ihrer Mitstreiterinnen für den Draft der Professional Women’s Hockey League, sondern unterschrieb einen Dreijahresvertrag beim EV Bozen Eagles aus der Italian Hockey League Women. Aufgrund ihrer kurz zuvor erworbenen Staatsbürgerschaft Italiens wollte sie damit ihre Teilnahme an den Olympischen Winterspielen 2026 in Turin ermöglichen.

### International
Auf internationaler Ebene war Fortino Teilnehmerin an der U18-Frauen-Weltmeisterschaft 2008, wo sie mit der Mannschaft Silber gewann, und der U18-Frauen-Weltmeisterschaft 2009. Dort gewann sie ebenfalls Silber. In die kanadische Frauennationalmannschaft wurde die Stürmerin erstmals im Jahr 2010 berufen. Bei der Weltmeisterschaft 2012 gewann sie die Goldmedaille, bei den Weltmeisterschaften 2015, 2016 und 2017 jeweils Silber. Zudem wurde sie bei den Welttitelkämpfen 2012 in das All-Star-Team des Turniers berufen.
Im Rahmen der Olympischen Winterspiele 2014 in Sotschi feierte die Angreiferin den Gewinn der Goldmedaille. Vier Jahre später, bei den Olympischen Winterspielen 2018 in Pyeongchang, erreichte das kanadische Team den Silberrang und Fortino wurde in das All-Star-Team des olympischen Turniers berufen.

## Erfolge und Auszeichnungen

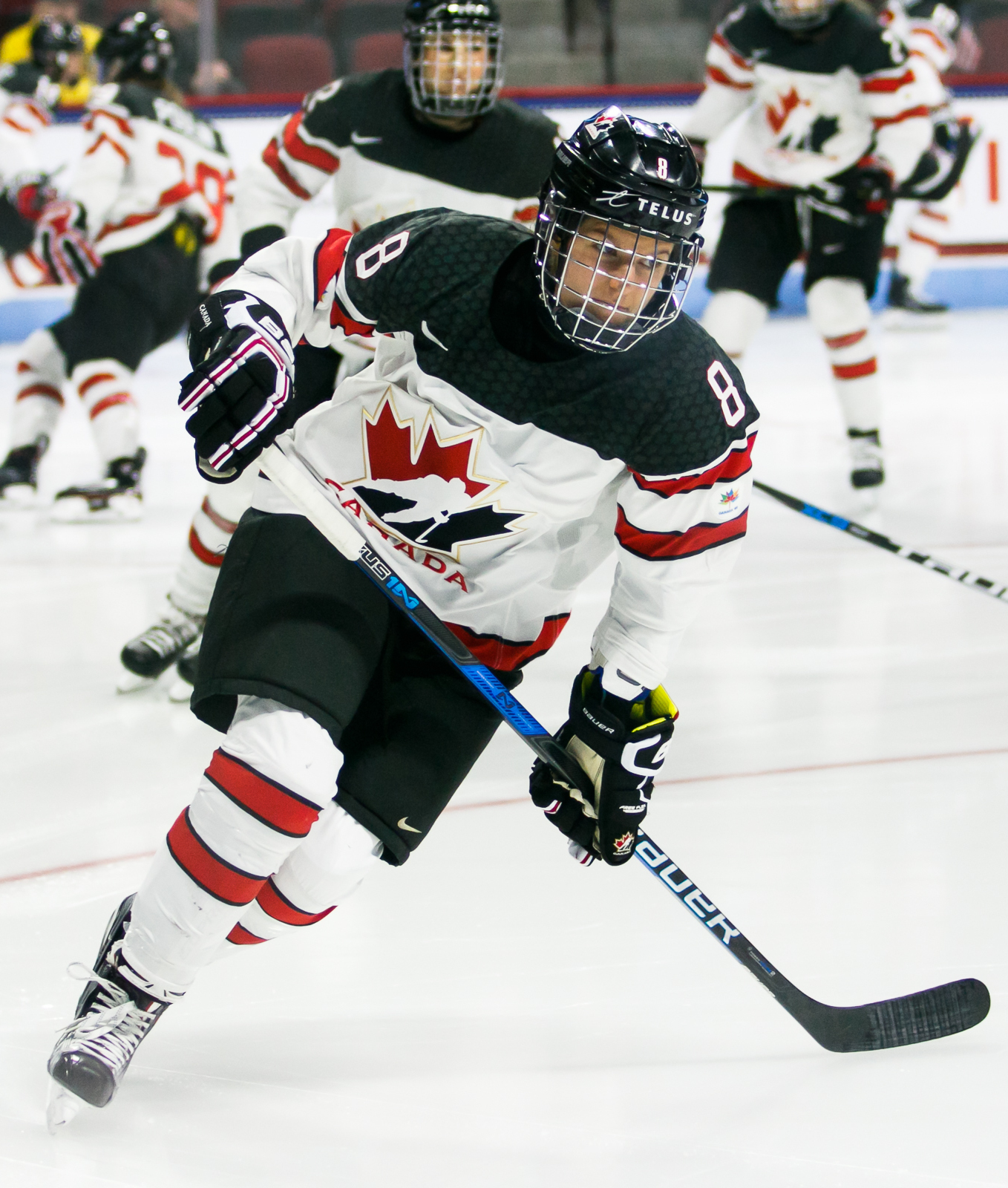
Laura Fortino im Nationaltrikot (2017)

### NCAA
- 2010 First Team All-American, First Team All-ECAC Hockey[2]
- 2010 ECAC Hockey All-Rookie Team
- 2010 NCAA Frozen Four All-Tournament Team
- 2011 First Team All-American, First Team All-ECAC Hockey
- 2012 First Team All-American, First Team All-ECAC Hockey

### CWHL
- 2015 All-Star-Team der CWHL
- 2016 All-Star-Team der CWHL
- 2016 Verteidigerin des Jahres der CWHL
- 2017 All-Star-Team der CWHL
- 2018 Clarkson-Cup-Gewinn mit den Markham Thunder

### International
| - 2008 Silbermedaille bei der U18-Frauen-Weltmeisterschaft - 2009 Silbermedaille bei der U18-Frauen-Weltmeisterschaft - 2012 Goldmedaille bei der Weltmeisterschaft - 2012 All-Star-Team der Weltmeisterschaft - 2013 Silbermedaille bei der Weltmeisterschaft - 2014 Goldmedaille bei den Olympischen Winterspielen | - 2015 Silbermedaille bei der Weltmeisterschaft - 2016 Silbermedaille bei der Weltmeisterschaft - 2017 Silbermedaille bei der Weltmeisterschaft - 2018 Silbermedaille bei den Olympischen Winterspielen - 2018 All-Star-Team der Olympischen Winterspiele - 2019 Bronzemedaille bei der Weltmeisterschaft |

## Karrierestatistik

### International
Vertrat Kanada bei:
| - U18-Frauen-Weltmeisterschaft 2008 - U18-Frauen-Weltmeisterschaft 2009 - Weltmeisterschaft 2012 - Weltmeisterschaft 2013 - Olympischen Winterspielen 2014 | - Weltmeisterschaft 2015 - Weltmeisterschaft 2016 - Weltmeisterschaft 2017 - Olympischen Winterspielen 2018 - Weltmeisterschaft 2019 |

(Legende zur Spielerstatistik: Sp oder GP = absolvierte Spiele; T oder G = erzielte Tore; V oder A = erzielte Assists; Pkt oder Pts = erzielte Scorerpunkte; SM oder PIM = erhaltene Strafminuten; +/− = Plus/Minus-Bilanz; PP = erzielte Überzahltore; SH = erzielte Unterzahltore; GW = erzielte Siegtore; 1 Play-downs/Relegation; Kursiv: Statistik nicht vollständig)